# Mogera
Mogera és un gènere de mamífers de la família dels tàlpids.

## Taxonomia
- Talp d'Echigo (Mogera etigo)
- Talp insular (Mogera insularis)
- Talp japonès petit, (Mogera imaizumii)
- Talp de Kobe (Mogera kobeae)
- Talp gros (Mogera robusta)
- Talp de Sado (Mogera tokudae)
- Talp del Japó (Mogera wogura)
- Mogera kanoana
- Talp de les illes Senkaku (Mogera uchidai)